# Batavia (Ohio)
Batavia (/bəˈteɪviə/ buh-tay-vee-uh) è un villaggio degli Stati Uniti d'America e capoluogo della contea di Clermont nello Stato dell'Ohio. La popolazione era di 1,509 persone al censimento del 2010.

## Geografia fisica
Batavia è situata a 39°04′38″N 84°10′45″W (39.077332, -84.179160).
Secondo lo United States Census Bureau, ha un'area totale di 1,62 miglia quadrate (4,20 km²).

## Storia
Batavia fu mappata il 28 maggio 1788 dal capitano Francis Minnis, John O'Bannon, Nicholas Keller, Archelus Price, e John Ormsley. Il virginiano Ezekiel Dimmitt divenne il primo colono dell'area nell'autunno del 1797. George Ely acquistò la mappa di Minnis nel 1807 e pianificò il villaggio il 24 ottobre 1814, il quale forse le diede il nome dalla città di Batavia, nello Stato di New York. Il capoluogo della contea di Clermont fu trasferito da New Richmond a Batavia il 24 febbraio 1824. Batavia fu incorporata come villaggio il 10 febbraio 1842.
La Norfolk and Western Railway si fermava a Batavia dal marzo 1877 all'aprile 1971. La Cincinnati, Georgetown and Portsmouth Railroad, una ferrovia interurbana, anche attraversava il villaggio dal 1903 al 1934. La Norfolk Southern Railway passa per Batavia circa 3 volte al giorno.

## Società

### Evoluzione demografica
Secondo il censimento del 2010, c'erano 1,509 persone.

### Etnie e minoranze straniere
Secondo il censimento del 2010, la composizione etnica del villaggio era formata dal 93,6% di bianchi, il 3,4% di afroamericani, lo 0,5% di nativi americani, lo 0,6% di asiatici, lo 0,1% di altre razze, e l'1,8% di due o più etnie. Ispanici o latinos di qualunque razza erano lo 0,9% della popolazione.